# Гюмір

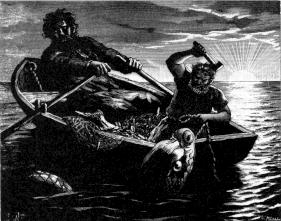
Тор і Гюмір ловлять рибу

Гюмір (давньоскан. Hymir) — персонаж германо-скандинавської міфології, велетень-йотун, чоловік Грод. Він володів казаном, у якому аси хотіли варити пиво. 
Без цієї місткої посудини морський велетень Егір не міг організувати бенкет для Одіна і очолюваної ним общини богів. Добувати казан послали бога битви Тюра і Тора.
Мати Тюра, дружина Гюміра, порадила їм сховатися, але Гюмір виявив гостей і запропонував їм поїсти. Наступного дня хазяїн запросив богів на риболовлю. На велетенський гачок Тор насадив голову Хімінрєта, переможеного ним чорного бика. Наживка притягнула увагу світового змія Йормунганда, і бог вступив з ним в люту сутичку.
Злякавшись, що човен перекинеться, Гюмір обрізав снасть, і Йормунганд зірвався з гачка. Йдучи з велетенським казаном, розлючений Тор, розбив об лоб велетня кубок. Гюмір з друзями-велетнями намагався повернути казан, але Тор, вправно орудуючи молотом, здолав усіх.
Гюмір згадується у поемі Hymiskviða, у Codex Regius між Hárbarðsljóð та Локасенна. 
Коли настане Рагнарок, Гюмір попливе із армією Йотунів на жахному кораблі Наґльфар до поля останньої битви, Віґрід. Тюр часами вважається сином Гюміра.